# مدال تسخیر وین
مدال تسخیر وین (به روسی: Медаль За взятие Вены) یک مدال جنگی اتحاد جماهیر سوسیالیستی شوروی در جنگ جهانی دوم که در ۹ ژوئن ۱۹۴۵ بنا شده‌است و برای سپاسگزاری از مشارکت‌کنندگان نظامی و غیرنظامی که در آفند وین برای چیرگی بر وین ، مرکز اوستمارک و دومین شهر بزرگ و پرجمعیت رایش بزرگ آلمان در مقابل نیروهای ورماخت جنگیدند به وجود آمده‌ است.